# Tell Ramad
Tell Ramad (em árabe: تل رماد) é uma cidade pré-histórica neolítica no sopé do Monte Hérmon, a cerca de 20 quilômetros a sudoeste de Damasco, na Síria. Ela foi habitada entre 10.000 e 8.000 a.C.

## História
O tel era o local de uma pequena aldeia de 2 hectares, colonizada pela primeira vez no final do oitavo milênio a.C.
As características notáveis do estágio mais antigo incluem vários poços ovais de 3 a 4 metros de diâmetro, com piso de cal e revestidos de argila, com fornos e caixas de argila que, segundo se sugere, foram usados como casas.
Tell Ramad é notável como um dos poucos locais fundamentais para a compreensão da origem da agricultura, com achados que incluem vários tipos de trigo domesticado, cevada e linho. O trigo farro é uma característica importante dos locais da bacia nessa área, onde se acredita que tenha sido introduzido. Os alimentos vegetais silvestres incluem pistache, amêndoas, figos e peras silvestres.

## Escavações
A mina foi descoberta por oficiais da alfândega francesa, a Companhia M e o Tenente Potut. Laurisson Ward visitou a área novamente em 1939 e coletou material da superfície, agora no Museu Peabody. Tell Ramad ficou um pouco esquecida até ser redescoberta por W.J. van Liere e Henri de Contenson, este último liderando as escavações em 8 temporadas entre 1963 e 1973.